# Eremias kokshaaliensis
Espèce
Eremias kokshaaliensis est une espèce de sauriens de la famille des Lacertidae.

## Répartition
Cette espèce se rencontre dans les monts Tian au Kirghizistan et au Xinjiang en Chine.

## Étymologie
Son nom d'espèce, composé de kokshaal et du suffixe latin -ensis, « qui vit dans, qui habite », lui a été donné en référence au lieu de sa découverte, la chaîne Kokshaal Too.

## Publication originale
- Eremchenko & Panfilov, 1999 : Taxonomic position and geographic relations of a lacertid lizard Eremias velox from the Issyk-Kul lake depression, Tien Shan mountains, Kyrgyzstan. Science and New Technologies, n. 1, p. 119-125.